# Harvard Mark II

Entrada do diário de bordo contendo o "bug"

O Harvard Mark II, também conhecido como Aiken Relay Calculator,  foi um computador eletromecânico construído sob a direção de Howard Aiken na Universidade de Harvard, concluído em 1947. Foi financiado pela Marinha dos Estados Unidos e usado para cálculos balísticos em Naval Proving Ground Dahlgren. Howard Aiken e Grace Hopper trabalharam juntos para construir e programar o Mark II.
O Mark I e o Mark II não eram computadores de programa armazenado – eles liam as instruções do programa uma de cada vez de uma fita e as executavam. Essa separação de dados e instruções é conhecida como arquitetura Harvard. O Mark II tinha um método de programação peculiar que foi desenvolvido para garantir que o conteúdo de um registro estivesse disponível quando necessário. A fita contendo o programa podia codificar apenas oito instruções, então o significado de um código de instrução particular dependia de quando ele era executado. Cada segundo era dividido em vários períodos, e uma instrução codificada podia significar coisas diferentes em períodos diferentes. Uma adição pode ser iniciada em qualquer um dos oito períodos do segundo, uma multiplicação pode ser iniciada em qualquer um dos quatro períodos do segundo e uma transferência de dados pode ser iniciada em qualquer um dos doze períodos do segundo. Embora esse sistema funcionasse, ele complicava a programação e reduzia um pouco a eficiência da máquina.
O Mark II também é conhecido por ser o computador com a primeira instância registrada de um bug real (uma mariposa) interrompendo sua operação. O inseto foi extraído da eletrônica da máquina e colado no livro de registro, com a nota "primeiro caso real de [um] bug sendo encontrado", em 9 de setembro de 1947.